# Palazzo Missori
Il Palazzo Missori è un edificio storico di Milano situato in via Maurizio Gonzaga al civico 4.

## Storia
Il palazzo venne eretto tra il 1933 e il 1938 secondo il progetto dell'architetto Marcello Piacentini. Per permetterne la costruzione si procedette alla demolizione del vecchio edificio del cinema Reale che sorgeva in quel punto.

## Descrizione
L'edificio occupa un lotto triangolare con affaccio su piazza Giuseppe Missori, via Giuseppe Mazzini e via Maurizio Gonzaga. 
Il palazzo presenta uno stile razionalista. Le facciate sono ripartite orizzontalmente in tre livelli, diversi per forme e materiali. Il primo, corrispondente al basamento dell'edificio, è costituito da un monumentale portico a doppia altezza sviluppato su due dei tre fronti (nel terzo, lungo via Mazzini, le vetrine si allineano invece alla strada), dietro al quale si trovano una serie di negozi con mezzanino chiusi da vetrate al piano terra. Il secondo livello, corrispondente ai cinque piani intermedi, è un'unica superficie liscia e uniforme in marmo chiaro su cui si apre una serie ordinata di finestre a filo. Il terzo livello, infine, è costituito da un piano attico gradonato nei fronti rivolti verso via Mazzini e via Gonzaga, mentre la facciata su piazza Missori, che si eleva su tre piani dei quali due ritmati da paraste che reggono il leggero aggetto della terrazza posta intorno all'ultimo, rimane essenzialmente in linea con quella dei piani sottostanti.

## Galleria d'immagini

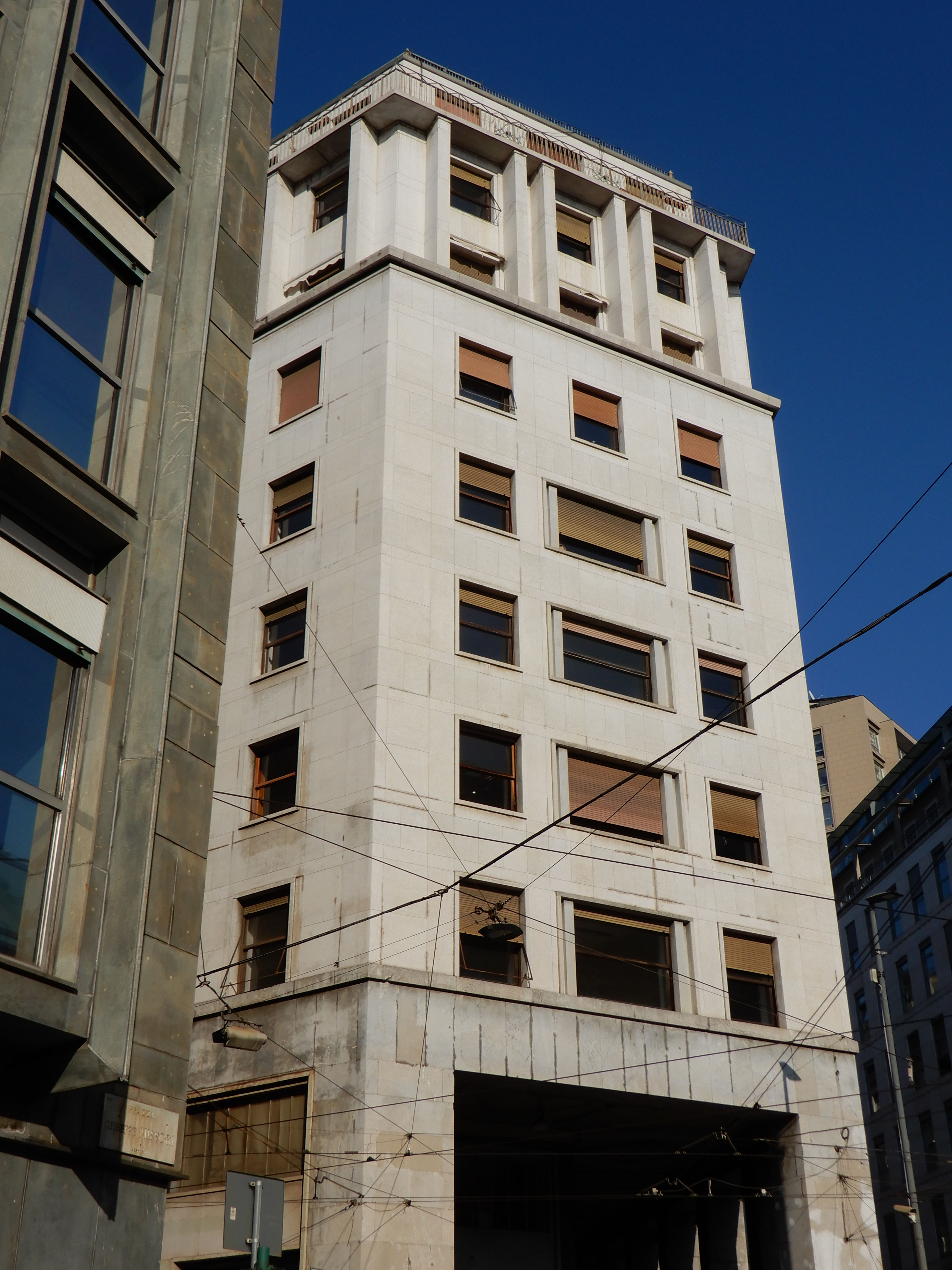
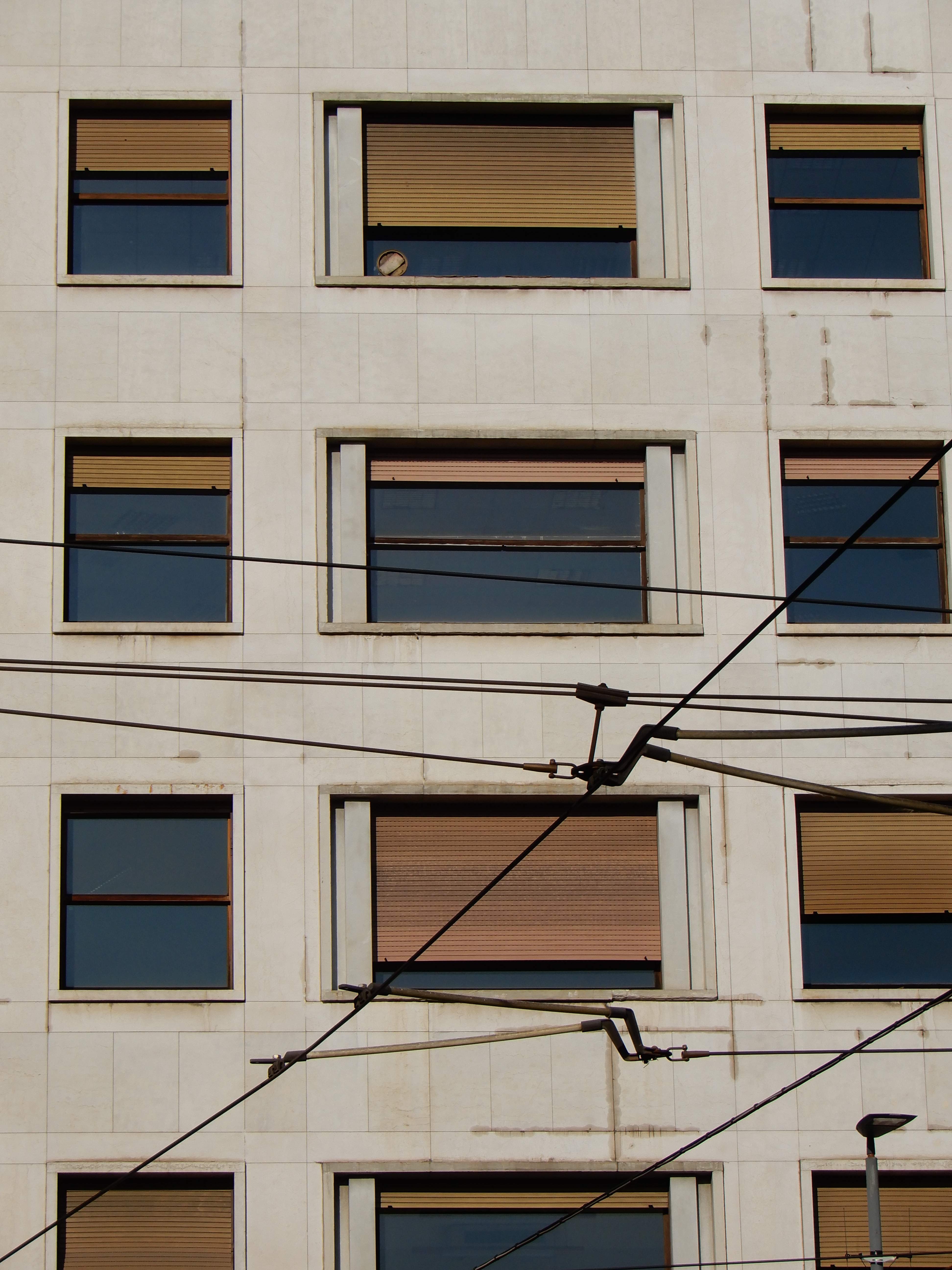
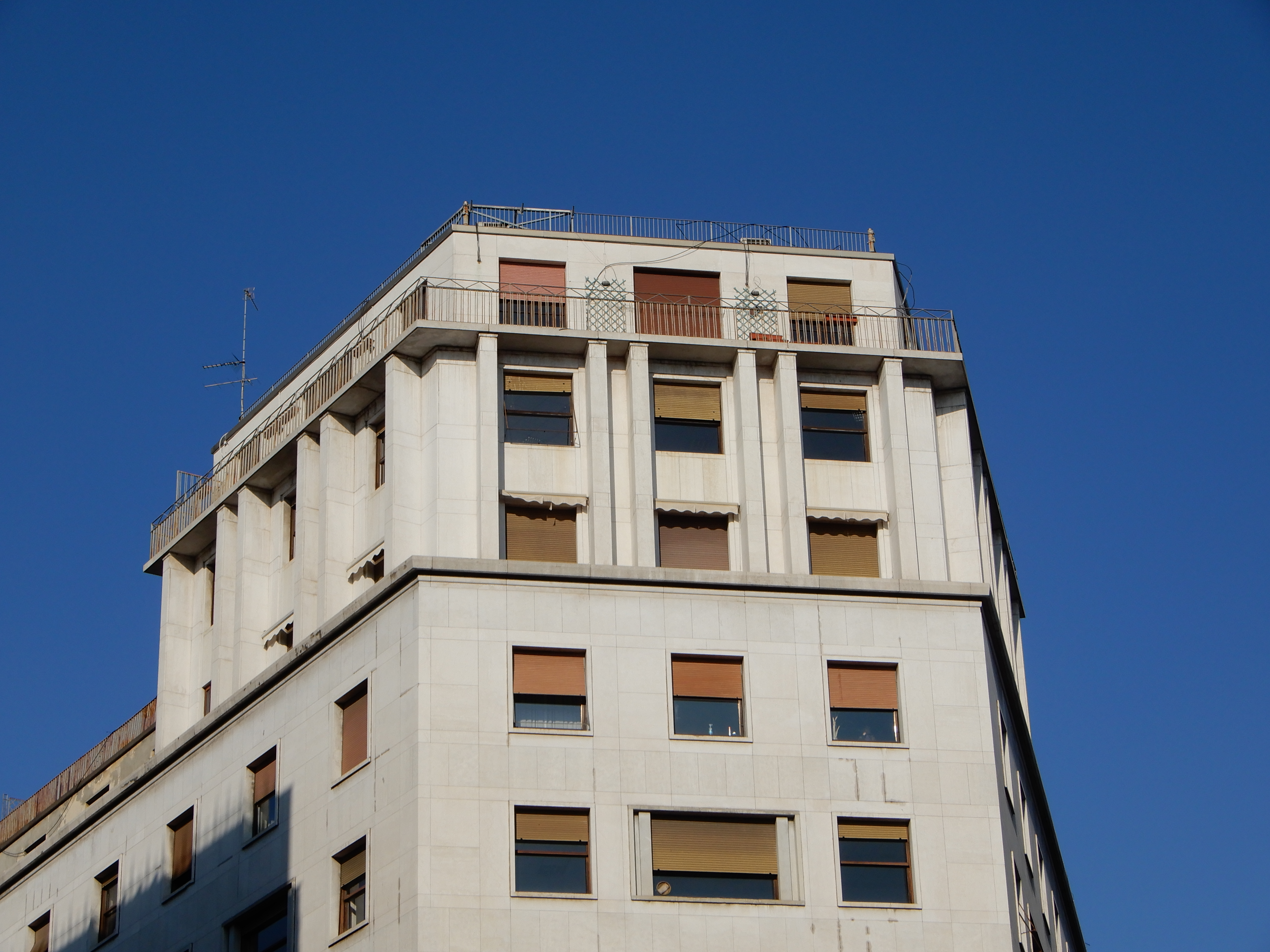